# Вирле Пјемонте
Вирле Пјемонте (итал. Virle Piemonte) је насеље у Италији у округу Торино, региону Пијемонт.
Према процени из 2011. у насељу је живело 1099 становника. Насеље се налази на надморској висини од 248 м.

## Становништво
| 1931. | 1936. | 1951. | 1961. | 1971. | 1981. | 1991. | 2001. | 2011. |
| ----- | ----- | ----- | ----- | ----- | ----- | ----- | ----- | ----- |
| 1.240 | 1.155 | 1.052 | 959   | 875   | 899   | 919   | 1.065 | 1.191 |